# Blanca Li

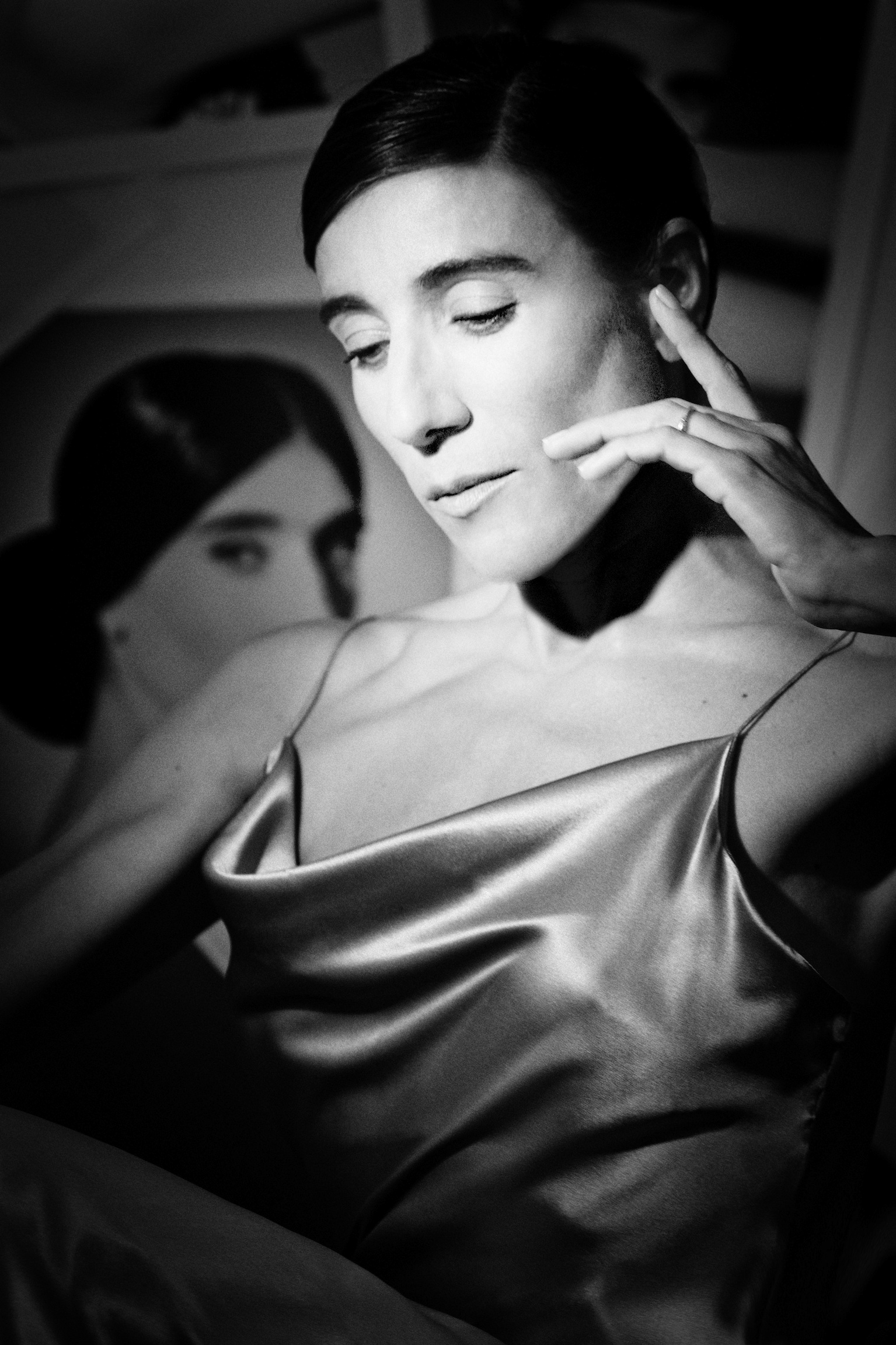
Blanca Li 2011

Blanca Li (* 12. Januar 1964 in Granada, Spanien) ist eine spanische Tänzerin, Choreografin, Schauspielerin und Filmemacherin. In der Spielzeit 2001/02 war sie künstlerische Leiterin des BerlinBalletts an der Komischen Oper.

## Künstlerisches Wirken
Blanca Li studierte fünf Jahre lang in New York bei Martha Graham. Weitere Lehrer waren Paul Sanasardo, Alvin Ailey und Merce Cunningham. Zurück in Europa, gründete sie 1992/93 in Paris ihre eigene Tanzkompanie.
Blanca Lis Repertoire umfasst vielfältige Ausdrucksformen, Medien, Genres und Musikstile. Sie arbeitete mit Modeschöpfer Christian Lacroix zusammen, drehte Spiel- und Tanzfilme und choreografierte Musik-Videos u. a. für Daft Punk, Blur, Khaled und später zu Paul McCartneys Single Dance Tonight (2007). Sie leitete internationale Hip-Hop-Projekte, an denen z. B. die Wanted Posse aus Paris beteiligt war.
Ab 2001 formierte sie an der Komischen Oper Berlin mit 24 Tänzern eine neue Tanzkompanie und choreografierte das Stück Der Traum des Minotaurus. Die Produktion gastierte im Sommer 2002 beim spanischen Festival Internacional de Teatro Clásico de Mérida. Ihre zweite Berliner Premiere war Borderline mit 13 Tänzern.
Nach dem kurzen Berliner Engagement machte Li Karriere bei der Biennale de la danse de Lyon, war ab 2006 Leiterin des Centro Andaluz de Danza in Sevilla, choreografierte an der Pariser Oper, am Pariser Théâtre du Châtelet (das Stück Treemonisha, 2010). Sie arbeitete mit dem Ballet Nacional del Sodre in Uruguay und dem Ballet Nacional de España in Madrid.
Lis jüngste feste Station war wieder in Spanien: Von 2019 bis 2024 leitete sie als Directora artística das Teatros del Canal in Madrid.
Die Blanka-Li-Compagnie geht mit ihren Tanzstücken laufend auf Tournee. Die eigenen Tanz-Ateliers befinden sich in Romainville bei Paris.

## Filmografie (Auswahl)
- 1998: Regie und Schauspiel im 5-Minuten-Film Angoisse.
- 1993: Schauspiel in Kika von  Pedro Almodóvar.[4]
- 2002: Regie, Tanz und Produktion in Le Défi, mit Sofia Boutella, Amanda Lear und einem großen internationalen Ensemble aus Hip-Hop- und Breaking-Tänzern.[5]
- 2002: Die andalusische Katze (La chatte andalouse).
- 2009: Affären à la carte (Le code a changé).
- 2013: Choreografie in Fliegende Liebende von Pedro Almodóvar.[6]
- 2016: Buch und Regie im Danse-Electro-Film ElektroMatheMatrix.
- 2021: Choreografie und Schauspiel im Kurzfilm Le Bal de Paris.

## Choreografie (Auswahl)
- 1994: Central Station.
- 1999: Macadam Macadam, Tanzfestival Suresnes Cités Danse.[7]
- 2002: Der Traum des Minotaurus, Komische Oper Berlin.
- 2002: Borderline, Komische Oper Berlin.[8]
- 2009: Le jardin des délices nach Boschs Gemälde Der Garten der Lüste, Festival Montpellier Danse.[9]
- 2022: Hip-Hop-Version von Tschaikowskis Ballett Der Nussknacker, Festival Suresnes Cités Danse; die Produktion war u. a. zum Jahreswechsel 2023/24 im Stadttheater Bozen zu sehen.[10]
- 2024: Ballett-Oper La liberazione di Ruggiero dall’isola d’Alcina, Teatro Real, Madrid.[11]

## Medien
- Mein Leben – Blanca Li, TV-Doku für ARTE von Gero von Boehm, interscience film (Heidelberg) & macroscope film (Berlin), 2005.[12]
- Gero von Boehm begegnet Blanca Li, TV-Interview auf 3sat, 2002.